# Pseuderia sepikana
Pseuderia sepikana är en orkidéart som beskrevs av Rudolf Schlechter. Pseuderia sepikana ingår i släktet Pseuderia och familjen orkidéer. Inga underarter finns listade i Catalogue of Life.